# Eugoa turbida
Eugoa turbida là một loài bướm đêm thuộc phân họ Arctiinae, họ Erebidae.